# Materiał dźwiękowy
Materiał dźwiękowy − zbiór wszystkich dźwięków, jakimi posługuje się muzyka. 
W systemie dur-moll został podzielony na oktawy. W stroju temperowanym jego najmniejszą odległością jest półton, zawarty między dwoma najbliższymi klawiszami na klawiaturze:
Nazwy oktaw:
- Oktawa subkontra (nr 1). Dźwięki oznaczane są wielkimi literami z podwójnym podkreśleniem albo z dwójką arabską w dolnym indeksie. Jest to najniższa oktawa. Fortepian zawiera tylko trzy dźwięki z niej. Jedynie duże organy (mające 32' głos) mogą wydobyć niższe dźwięki (całą oktawę).
- Oktawa kontra (nr 2). Dźwięki oznaczane są wielkimi literami z pojedynczym podkreśleniem albo z jedynką arabską w dolnym indeksie.
- Oktawa wielka (nr 3). Dźwięki oznaczane są wielkimi literami.
- Oktawa mała (nr 4). Dźwięki oznaczane są małymi literami. Niekiedy dodaje się zero w górnym indeksie.
- Oktawa razkreślna (nr 5). Dźwięki oznaczane są małymi literami z jedynką arabską w górnym indeksie.
- Oktawa dwukreślna (nr 6). Dźwięki oznaczane są małymi literami z dwójką arabską w górnym indeksie.
- Oktawa trzykreślna (nr 7). Dźwięki oznaczane są małymi literami z trójką arabską w górnym indeksie.
- Oktawa czterokreślna (nr 8). Dźwięki oznaczane są małymi literami z czwórką arabską w górnym indeksie.
- Oktawa pięciokreślna (nr 9). Dźwięki oznaczane są małymi literami z piątką arabską w górnym indeksie. Jest to najwyższa oktawa, z której fortepian zawiera tylko jeden dźwięk. Wyższe dźwięki mogą wydobyć organy.